# Mauno Pekkala
Mauno Pekkala (Sysmä, 27 gennaio 1890 – Helsinki, 30 giugno 1952) è stato un politico finlandese.

## Biografia
È stato il 29º Primo ministro della Finlandia. Seguì studi in filosofia, politicamente seguì sino al 1944 il Partito Socialdemocratico Finlandese ed in seguito nel mese di ottobre di quell'anno divenne uno degli uomini più importanti della Lega Democratica Popolare Finlandese.
Durante la guerra d'inverno ha ricoperto la carica di ministro delle finanze.